# Wappinger (Nueva York)
Wappinger es un pueblo ubicado en el condado de Dutchess en el estado estadounidense de Nueva York. En el año 2000 tenía una población de 26,274 habitantes y una densidad poblacional de 371.9 personas por km².

## Geografía
Wappinger se encuentra ubicado en las coordenadas 41°35′10″N 73°55′01″O / 41.58611, -73.91694. Según la Oficina del Censo, la ciudad tiene un área total de 74,1 km² (28,6 mi²), de la cual 70,6 km² (27,3 mi²) es tierra y 3,4 km² (1,3 mi²) (4.62%) es agua.

## Demografía
Según la Oficina del Censo en 2000 los ingresos medios por hogar en la localidad eran de $58,079, y los ingresos medios por familia eran $66,273. Los hombres tenían unos ingresos medios de $49,007 frente a los $31,444 para las mujeres. La renta per cápita para la localidad era de $25,817. Alrededor del 4.1% de la población estaban por debajo del umbral de pobreza.